# Französische Fußballnationalmannschaft (U-21-Männer)
Die französische U-21-Fußballnationalmannschaft ist eine Auswahlmannschaft französischer Fußballspieler. Sie unterliegt der Fédération Française de Football (FFF) und repräsentiert sie auf der U-21-Ebene, in Freundschaftsspielen gegen die Auswahlmannschaften anderer nationaler Verbände, aber auch bei der Europameisterschaft des Kontinentalverbandes UEFA. Spielberechtigt sind Spieler, die ihr 21. Lebensjahr noch nicht vollendet haben und die französische Staatsangehörigkeit besitzen. Bei Turnieren ist das Alter beim ersten Qualifikationsspiel maßgeblich. Die aus maximal 20-Jährigen zusammengestellte Mannschaft nimmt zudem als französische U-20-Fußballnationalmannschaft auch regelmäßig an den U-20-Weltmeisterschaften teil. Auf Französisch werden Mannschaften dieser Altersgruppe als Espoirs („Hoffnungsträger“) bezeichnet.

## Geschichte
Die französische U-21 wurde 1976 gegründet. Grund dafür waren die Neuordnung und Regelung der UEFA in diesem Jahr, die die Altersbegrenzung von 23 auf 21 herabsenkte. Zuvor gab es bereits seit 1972 eine U-23, in der die Ursprünge der heutigen U-21-Auswahl liegen.
Noch im selben Jahr wurde das erste Länderspiel ausgetragen. Zu Gast war die U-21-Auswahl Belgiens, von der man sich 1:1 unentschieden trennte.
In den ersten beiden Jahren konnten sich die Franzosen nicht für die Europameisterschaft qualifizieren. Nachdem 1978 nur der dritte und damit letzte Platz in der Qualifikationsrunde erreicht wurde, erzielte man zwei Jahre später Rang zwei. Doch auch das sollte nicht für die Teilnahme reichen.
1982 war es dann so weit. Allerdings scheiterte man im Viertelfinale nach einem 0:0-Hinspiel durch eine 2:4-Niederlage im Rückspiel gegen den damaligen Titelverteidiger aus der Sowjetunion. In den beiden Folgeturnieren schied man ebenfalls im Viertelfinale erst gegen England (Hinspiel: 1:6; Rückspiel: 0:1) und dann gegen Spanien (Hinspiel: 1:3; Rückspiel: 1:3) aus. Nach drei Jahren ununterbrochenem Einzug ins Viertelfinale gelang 1988 der bisher größte Erfolg. In der Gruppenphase konnte man sich mit einem Punkt Vorsprung vor der DDR auf den ersten Platz schieben. Im Viertelfinale wartete dann mit Italien der Sieger des letzten Turniers. Ihn konnte man mit einem Gesamtsieg von 4:3 nach Hause schicken. Nachdem die Engländer im Halbfinale durch einen Gesamtsieg von 6:4 (Hinspiel: 4:2; Rückspiel: 2:2) vom Wettbewerb verabschiedet wurden, konnte man sich im Finale gegen die griechische Auswahl durchsetzen. Nachdem das erste Spiel 0:0 unentschieden geendet hatte, wurde das zweite souverän mit 3:0 gewonnen. In den Reihen der Bleuets standen zu dieser Zeit spätere Weltstars wie Éric Cantona (erhielt im Verlauf des Turniers eine einjährige Sperre), Laurent Blanc und Franck Sauzée. Sauzée war es auch, der den Franzosen mit seinem Doppelpack im Finale die Weichen zum Sieg stellen sollte. Mit dem 3:0-Siegtreffer durch Franck Silvestre war der Erfolg perfekt.
Die nächsten beiden Turniere sollten enttäuschend verlaufen. Weder für die EM 1990 noch für die EM 1992 konnte man sich qualifizieren. Mit Frankreich als Gastgeber wurde 1994 das erste Mal eine Endrunde in einem einzigen Land ausgetragen. Die Franzosen konnten das Halbfinale erreichen, wo man dem späteren Titelträger Italien mit 3:5 nach Elfmeterschießen (0:0) unterlag. Im Spiel um Platz drei scheiterte das Team mit 1:2 gegen Spanien. Zur EM 1996 in Spanien scheiterte man erneut im Halbfinale gegen Italien. Allerdings konnte man sich durch einen 1:0-Erfolg gegen Schottland die Bronzemedaille sichern. Die Europameisterschaften 1998 und 2000 fanden ohne französische Beteiligung statt, da die Qualifikation nicht geschafft wurde. Erst 2002 wurde man wieder auf sie aufmerksam, nachdem das zweite Mal nach 1988 das Finale erreicht wurde. Dort musste man sich denkbar knapp mit 3:1 nach Elfmeterschießen (0:0) geschlagen geben. Damaliger Trainer der Blau-Weiß-Roten war der spätere A-Nationaltrainer Frankreichs Raymond Domenech. Wie auch schon beim Titelgewinn 1988 konnte sich die Mannschaft nicht für die folgende Europameisterschaft qualifizieren und enttäuschte somit seine Fans. In Portugal 2006 wurde der Halbfinalist in einer vorhergegangenen Gruppenphase ausgespielt. Hier konnte man sich gegen den Gastgeber Portugal sowie Deutschland und Serbien und Montenegro als Gruppensieger durchsetzen. Im Halbfinale wartete die niederländische Auswahl. Nach einem 0:2 zur Halbzeit, konnte das Blatt bis zum Abpfiff zu einem 2:2 gewendet werden. In der Verlängerung scheiterte man dann allerdings mit 3:2 gegen den kommenden Europameister.

### Aktuelle Entwicklungen
Für die Europameisterschaft 2007 konnte sich die U-21 Frankreichs nicht qualifizieren.
Ab August 2008 betreute Erick Mombaerts die Espoirs. Zuvor trainierte er bereits die U-18 der Franzosen. Er trat damit das Erbe von René Girard an. Mombaerts sollte die Junioren zur Europameisterschaft 2009 nach Schweden führen. Frankreich wurde mit Wales, Rumänien, Bosnien-Herzegowina und Malta in die Gruppe 10 gelost. Zu Beginn dieser Qualifikation sahen die Franzosen in Rumänien den größten Mitkonkurrenten um den Sieg in dieser Gruppe. Beide Spiele gegen die Osteuropäer endeten mit einem Remis. Durch je eine Niederlage und einen Sieg gegen Wales waren es plötzlich die Inselfußballer, die sich noch Chancen auf den Gruppensieg errechnen konnten. Am letzten Spieltag siegte Frankreich gegen Bosnien-Herzegowina mit 1:0, aber Wales behielt gegen Rumänien mit 3:0 die Oberhand und verbannte Frankreich damit auf den zweiten Platz. Als einer der punktbesten Gruppenzweiten zogen die Bleuets dann doch noch in die Play-offs. Dort trafen sie am 11. und 15. Oktober auf das deutsche U-21-Team. Beim ersten Spiel in Deutschland endete die Partie 1:1, so dass die Franzosen vor dem Rückspiel in einer guten Ausgangsposition standen. Im zweiten Vergleich hielt das 0:0 bis in die Nachspielzeit der regulären 90 Minuten, erst dann besiegelte ein Treffer vom deutschen Benedikt Höwedes das Ausscheiden des Europameisters von 1988.

### Teilnahme bei U-21-Europameisterschaften
| 1978                          | nicht qualifiziert |
| 1980                          | nicht qualifiziert |
| 1982                          | Viertelfinale      |
| 1984                          | Viertelfinale      |
| 1986                          | Viertelfinale      |
| 1988                          | Sieger             |
| 1990                          | nicht qualifiziert |
| 1992                          | nicht qualifiziert |
| 1994 in Frankreich            | 4. Platz           |
| 1996 in Spanien               | 3. Platz           |
| 1998 in Rumänien              | nicht qualifiziert |
| 2000 in der Slowakei          | nicht qualifiziert |
| 2002 in der Schweiz           | Finale             |
| 2004 in Deutschland           | nicht qualifiziert |
| 2006 in Portugal              | Halbfinale         |
| 2007 in den Niederlanden      | nicht qualifiziert |
| 2009 in Schweden              | nicht qualifiziert |
| 2011 in Dänemark              | nicht qualifiziert |
| 2013 in Israel                | nicht qualifiziert |
| 2015 in Tschechien            | nicht qualifiziert |
| 2017 in Polen                 | nicht qualifiziert |
| 2019 in Italien u. San Marino | Halbfinale         |
| 2021 in Slowenien und Ungarn  | Viertelfinale      |
| 2023 in Rumänien und Georgien | Viertelfinale      |
| 2025 in der Slowakei          | Halbfinale         |

Bemerkung: Zwischen 1978 und 1992 wurde die Endrunde einer U-21-Europameisterschaft nicht in einem Land ausgetragen, sondern durch Hin- und Rückspiele in den jeweiligen teilnehmenden Nationen absolviert.

### Teilnahme bei U-20-Weltmeisterschaften
An den anfangs als Junioren-Weltpokal bezeichneten U-20-Weltmeisterschaftsturnieren haben die Bleuets erstmals schon 1977 teilgenommen. Aber erst 2011 erreichten sie dabei das Halbfinale, und 2013 in der Türkei gewannen sie ihren ersten Weltmeistertitel in dieser Altersgruppe.
Das französische WM-Aufgebot von Trainer Pierre Mankowski setzte sich aus folgenden Spielern (Endspielteilnehmer in Fettschrift) zusammen:

Tor: Alphonse Aréola (Paris Saint-Germain), Paul Charruau (FC Valenciennes), Maxime Dupé (FC Nantes)

Abwehr: Lucas Digne (OSC Lille), Dimitri Foulquier (Stade Rennes), Christopher Jullien (AJ Auxerre), Pierre-Yves Polomat (AS Saint-Étienne), Youssouf Sabaly (Paris SG), Mouhamadou-Naby Sarr (Olympique Lyon), Samuel Umtiti (Olympique Lyon), Kurt Zouma (AS Saint-Étienne)

Mittelfeld: Geoffrey Kondogbia (FC Sevilla), Mario Lemina (FC Lorient), Axel Ngando (Stade Rennes), Paul Pogba (Juventus Turin), Jordan Veretout (FC Nantes)

Angriff: Jean-Christophe Bahebeck (ES Troyes AC), Alexy Bosetti (OGC Nizza), Yaya Sanogo (AJ Auxerre), Florian Thauvin (SC Bastia), Thibaut Vion (FC Porto)
Paul Pogba wurde zudem mit dem „Goldenen Ball“ als bester Spieler des Turniers ausgezeichnet.

## Turnier von Toulon
Das Turnier von Toulon ist, nach der Europameisterschaft, das wichtigste der U-21-Nationalmannschaften. Es findet seit 1974 jährlich in Toulon, Frankreich, statt. Gastgeber ist die U-21 Frankreichs.
Die Franzosen standen bisher 24-mal im Finale um den begehrten Pokal. Elfmal wurde der Titel gewonnen. Ihre erste Finalteilnahme war 1975. Damals musste man gegen die argentinische Auswahl den Kürzeren ziehen. Im folgenden Jahr verlor man das Endspiel gegen Bulgarien. Erst 1977 blieb der Titel in Toulon. Mit Gérard Soler hatte man den besten Spieler und Torschütze des Turniers in den eigenen Reihen. Sieben Jahre und zwei Finalniederlagen vergingen, ehe der zweite Erfolg gefeierte werden konnte (1984). Dieses Mal wurde der Titel verteidigt. Jean-Pierre Papin trug mit fünf Treffern zum Titelgewinn bei und führte damit die Torschützenliste an. Mit Jean-Claude Nadon wurde ein weiterer Franzose als bester Torhüter des Turniers geehrt. Auch im dritten Jahr in Folge stand Frankreichs Juniorenteam im Finale, konnte den Titel dieses Mal aber nicht gewinnen. Erst zwischen 1987 und 1988 gelang der dreimalige Sieg in Serie. In den 1990ern standen die Blau-Weiß-Roten sechsmal im Endspiel um den Titel. Der Wettbewerb konnte aber nur 1997 gewonnen werden. Während dieser Zeit gingen die Sterne einiger französischer Fußballer auf. Drei Spieler und ein Torhüter aus der Mannschaft wurden in diesem Zeitraum als Beste des Turniers geehrt (1993: Florian Maurice, 1994: Grégory Coupet (Torhüter) 1995: Vikash Dhorasoo, 1997: Thierry Henry). Zwischen 2004 und 2007 dominierte die Mannschaft das Turnier und gewann in diesem Zeitraum jedes Austragung. Nach sieben Jahren ohne Titel, gewann die Mannschaft 2015 zum insgesamt elften Mal das Turnier.

## Trainer
- 1954: Alex Thépot
- 1955: Louis Dugauguez
- 1956–1963: nicht bekannt
- 1964: Georges Boulogne
- 1965–1966: nicht bekannt
- 1967: Henri Biancheri
- 1968–1978: Henri Guérin
- 1979: nicht bekannt
- 1980-3/1982: Jack Braun
- 3/1982: Joseph Mercier
- 4/1982 – 8/1982: Jack Braun
- 8/1982 – 1993: Marc Bourrier
- 1993–2004: Raymond Domenech
- 2004–2008: René Girard
- 2008–2012: Erick Mombaerts
- 2013–2014: Willy Sagnol
- 2014–2016: Pierre Mankowski
- 2017–2023: Sylvain Ripoll
- 2023–2024: Thierry Henry

## Ehemalige Spieler
Auswahl
| - Jean-Alain Boumsong - Éric Cantona - Grégory Coupet - Vikash Dhorasoo | - Julien Escudé - Mathieu Flamini - Sidney Govou - Thierry Henry | - Mickaël Landreau - Florian Maurice - Stéphane Paille - Jean-Pierre Papin | - Anthony Réveillère - Alain Roche - Franck Sauzée - Zinédine Zidane |